# ソニーブロードバンドソリューション
ソニーブロードバンドソリューション株式会社 (Sony Broadband Solutions Corp. : SBS) は、ソニー業務用製品を中心とした、ソニーグループ唯一のAV/ITシステムインテグレーションカンパニー。ソニーの完全子会社。現在は、事業統合によりソニービジネスソリューション株式会社となっている。

## 概説
業務用AV・テレビ会議・監視カメラ等の映像を活用したシステムや、FeliCaを用いたセキュリティ・認証等、各種アプリケーションを組み合わせたソリューションを提供している。コンサルティングから保守・サービスまでワンストップトータルサポートを行っている。
2010年4月1日、SBSが母体となり、ソニーマーケティング株式会社のセールス・マーケティング機能と、ソニーおよびソニーイーエムシーエス株式会社湖西テック（後のソニーグローバルマニュファクチャリング&オペレーションズ株式会社湖西サイト）の国内放送市場向けシステムインテグレーション機能を統合して、「ソニービジネスソリューション株式会社」に商号変更した。

## 主なソリューション
- デジタルサイネージ
- 高品質ビデオ会議システム
- 番組自動送出システム
- 遠隔講義ソリューション
- FeliCa PKI Option
- アナログカメラ／IPカメラ統合管理ソリューション
- IPビデオモニタリングソリューション
- 遠隔集中監視ソリューション
- データストレージソリューション
- インフォメーションライフサイクルマネジメントシステム (ILM)
- 各種業務用AVシステム

## 事業所（テック等）一覧
- 本社 - 東京都港区
- エリアサービス北海道 - 旧TSC北海道 - 北海道札幌市
- エリアサービス東北 - 旧TSC東北 - 宮城県仙台市
- エリアサービス東京 東関東オフィス - 旧TSC東関東 - 茨城県つくば市
- エリアサービス東京 - 旧TSC東京 - 東京都品川区
- プロダクツサービス - 旧東京修理センター - 東京都品川区
- エリアサービス東京 長野オフィス - 旧TSC長野 - 長野県松本市
- エリアサービス東海 - 旧TSC東海 - 愛知県名古屋市
- エリアサービス東海 北陸オフィス - 旧TSC北陸 - 石川県金沢市
- エリアサービス関西 - 旧TSC関西 - 大阪府大阪市
- エリアサービス関西 四国オフィス - 旧TSC四国 - 香川県高松市
- エリアサービス中国 - 旧TSC中国 - 広島県広島市
- エリアサービス九州 - 旧TSC九州 - 福岡県福岡市
- bit-drive インフォメーションセンター - 東京都品川区

※TSC（テクニカルサポートセンター）の略
※2009.4.1組織改編により名称変更

## 社史
- 2001年4月1日 - 業務用AV機器などのメンテナンスが主だったソニーシステムサービスを母体として、ソニー（32%）、ソニーマーケティング（28%）、伊藤忠テクノサイエンス（30%）、シーティーシー・テクノロジー（10%）の4社出資により設立。
- 2007年2月2日 - ソニーが当社の全株式を取得し、同社の100%子会社となる。
- 2009年9月 - bit-drive事業を、ソニー株式会社から承継。
- 2010年4月1日 - ソニー、ソニーイーエムシーエス株式会社、ソニーマーケティング株式会社から事業を承継し、ソニービジネスソリューション株式会社に商号変更。